# Fort Dix
Fort Dix (Army Support Activity Fort Dix) è una località militare della United States Army, nonché census-designated place (CDP) degli Stati Uniti d'America, situato nello stato del New Jersey, nella contea di Burlington.